# Matúš Ružinský
Matúš Ružinský (* 15. ledna 1992, Banská Bystrica) je slovenský fotbalový brankář, od února 2024 hráč mužstva ŠK 1923 Gabčíkovo.

## Klubová kariéra
Svoji fotbalovou kariéru začal v Dukle Banská Bystrica. V 16 letech se objevil ve Slovanu Bratislava, ale nakonec zamířil do dorostu týmu MFK Košice.

### FC VSS Košice
V průběhu jarní části sezony 2012/13 byl zařazen na soupisku prvního mužstva, kde však většinou kryl záda jiným tehdejším košickým brankářům. Ligovou premiéru v dresu Košic absolvoval 13. dubna 2013 v souboji s týmem FK AS Trenčín (0:0), odchytal celé střetnutí a připsal si své první čisté konto v seniorské kariéře. V ročníku 2014/15 skončilo mužstvo na šestém místě tabulky, ale kvůli finančním problémům bylo přeřazeno do druhé nejvyšší soutěže. Na jaře 2017 postoupil s Košicemi zpět do první ligy, kterou si však kvůli zániku klubu nezahrál. Během celého svého působení nastoupil celkem ke 42 ligovým střetnutím.

### ŠKF Sereď
V průběhu ročníku 2017/18 zamířil jako volný hráč do mužstva ŠKF Sereď. Ligový debut si připsal ve třetím kole hraném 13. 8. 2017, kdy odehrál celý zápas proti Slavoji Trebišov a při výhře 1:0 si vychytal svoji první nulu v tomto angažmá. Na jaře 2018 dostal přezdívku "Mr. Zero", když v úvodních deseti střetnutích nedostal gól a udržel tak dlouhých 937 minut čisté konto. V této sezoně navíc se Seredí vybojoval historický postup do nejvyšší soutěže a ve 12 zápasech v lize z 19 udržel nulu.

### ŠK Slovan Bratislava
V červnu 2018 Sereď opustil a dohodl se na kontraktu se Slovanem Bratislava, ve kterém doplnil na postu brankáře Dominika Greifa a Michala Šullu. S vicemistrem ze sezony 2017/18 Fortuna ligy podepsal tříletou smlouvu.

#### Sezóna 2019/20
Slovan na jaře 2020 získal mistrovský titul i domácí pohár a i když Ružinský za něj v této sezóně neodehrál v obou soutěžích žádný zápas, přísluší medaile za tyto úspěchy i jemu, protože byl tehdy součástí tohoto celku.

#### Sezóna 2020/21
V zimě 2020/21 uzavřel s vedením nový kontakt platný do konce ročníku 2022/23. Svůj ligový debut v dresu Slovanu Bratislava zažil až po více než dvou a půl letech strávených v tomto klubu. Stalo se tak 3. dubna 2021 ve 25. kole v souboji s ViOnem Zlaté Moravce – Vráble (výhra 4:1). Na jaře 2021 vybojoval se Slovanem ligový primát, který byl pro klub již třetí v řadě. Zároveň týmu pomohl získal podruhé za sebou po výhře 2:1 po prodloužení nad celkem MŠK Žilina domácí pohár a mužstvu tak pomohl poprvé v jeho historii k obhájení doublu.

#### Sezóna 2021/22
V ročníku 2021/22 pomohl svému zaměstnavateli již ke čtvrtému titulu v řadě, což Slovan dokázal jako první v historii slovenského fotbalu.

#### Sezóna 2022/23
V sezoně 2022/23 chytal pouze za rezervu neboli juniorku tehdy působící ve druhé nejvyšší slovenské soutěži. Na jaře 2023 získal Slovan historicky pátý ligový titul v řadě. Ružinský byl v jednom zápasu v lize na lavičce náhradníku a proto je držitelem tohoto primátu i on. V létě 2023 ve Slovanu Bratislava skončil.

### FC ŠTK Fluminense Šamorín (hostování)
V únoru 2019 zamířil kvůli většímu hernímu vytížení ze Slovanu na půl roku bez opce hostovat do klubu FC ŠTK Fluminense Šamorín. Svůj první ligový zápas za Šamorín absolvoval 23. března 2019 ve 20. kole v souboji s týmem FK Dubnica nad Váhom (remíza 1:1). V létě 2019 se vrátil z hostování zpět do Slovanu Bratislava.

### MFK Zemplín Michalovce
Před ročníkem 2023/24 odešel jako volný hráč do Zemplínu Michalovce, kde podepsal roční smlouvu. Již po půl roce však v tomto celku předčasně skončil.

### ŠK 1923 Gabčíkovo
V zimním přestupovém období sezony 2023/2024 se stal posilou mužstva ŠK 1923 Gabčíkovo.

## Klubové statistiky
Aktuální k 28. březnu 2024
| Sezona    | Klub                   | Soutěž              | Zápasy | Góly | Nuly |
| --------- | ---------------------- | ------------------- | ------ | ---- | ---- |
| 2012/2013 | MFK Košice             | Corgoň liga         | 2      | 0    | 1    |
| 2013/2014 | MFK Košice             | Corgoň liga         | 5      | 0    | 0    |
| 2014/2015 | MFK Košice             | Fortuna liga        | 2      | 0    | 0    |
| 2015/2016 | FC VSS Košice          | DOXXbet liga        | 22     | 0    | 9    |
| 2016/2017 | FC VSS Košice          | DOXXbet liga        | 11     | 0    | 5    |
| 2017/2018 | ŠKF Sereď              | 2. liga             | 19     | 0    | 12   |
| 2018/2019 | ŠK Slovan Bratislava   | Fortuna liga        | 0      | 0    | 0    |
| 2018/2019 | FC ŠTK Šamorín (host.) | 2. liga             | 11     | 0    | 2    |
| 2019/2020 | ŠK Slovan Bratislava   | Fortuna liga        | 0      | 0    | 0    |
| 2020/2021 | ŠK Slovan Bratislava   | Fortuna liga        | 2      | 0    | 0    |
| 2021/2022 | ŠK Slovan Bratislava   | Fortuna liga        | 1      | 0    | 0    |
| 2022/2023 | ŠK Slovan Bratislava B | 2. liga             | 8      | 0    | 1    |
| 2023/2024 | MFK Zemplín Michalovce | Niké liga           | 4      | 0    | 1    |
| 2023/2024 | ŠK 1923 Gabčíkovo      | 4. liga HUMMEL ZsFZ |        |      |      |